# Arrêt Alitalia
L'arrêt compagnie aérienne Alitalia est une décision du Conseil d’État rendue le 3 février 1989 et concerne les règles d'abrogation en présence d'un acte réglementaire illégal.

## Les faits et la procédure
En 1985, la compagnie Alitalia a demandé au Premier ministre, Laurent Fabius, l'abrogation de plusieurs dispositions du code général des impôts. Ces dispositions étaient, selon la compagnie, devenue incompatibles avec la directive européenne du 17 mars 1977 portant sur l'harmonisation des législations des États membres relatives aux taxes sur le chiffre d'affaires.

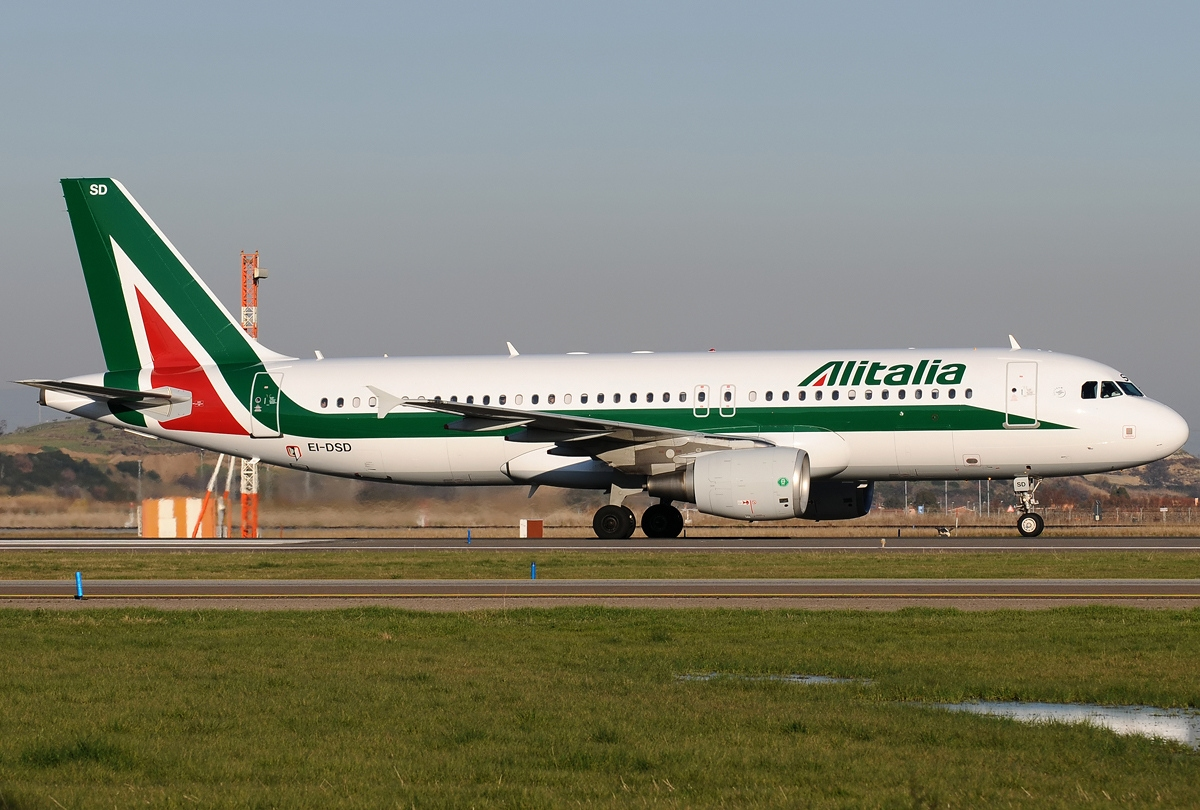
Avion de la compagnie Alitalia

Sa demande se fonde sur l'article 3 du décret du 28 novembre 1983 relatif aux relations entre l'administration et les usagers qui précisait que "l'autorité compétente est tenue de faire droit à toute demande tendant à l'abrogation d'un règlement illégal " et cela que se dernier fut illégal dès sa signature ou bien qu'il le soit devenu en regard des circonstances nouvelles de faits ou de droits.
Or quatre mois après cette demande d’abrogation, le Premier ministre n'avait pas donné de réponse ce qui équivalait à une décision implicite de rejet.

## La question de droit
Le Conseil d’État devait vérifier si l'administration avait bel et bien l'obligation d'abroger un acte réglementaire illégal au regard du droit communautaire.

## La solution
Le Conseil donne raison à la requête de la compagnie Alitalia , considérant que "l'autorité compétente, saisie d'une demande tendant à l'abrogation d'un règlement illégal, est tenu d'y déférer, soit que ce règlement ait été illégal dès la date de sa signature, soit que l'illégalité résulte de circonstances de droit ou de fait postérieures à cette date". Le Conseil considère qu'il s'agit là d'un principe général du droit français qui fonde le décret du 28 novembre 1983. Ainsi, il existe un principe général du droit qui oblige l'abrogation par l'administration de tous les actes réglementaires illégaux.